# Бритпоп
Бритпоп е музикален жанр, възникнал и развил се предимно във Великобритания през ХХ век. Той е поджанр на жанровете поп рок и алтернативен рок.
Докато Америка е завладяна от грънджа, пост-грънджа и хип-хопа в средата на 1990-те години, във Великобритания започва възраждане на 1960-те години, често наричано Бритпоп, с групи като Suede, Oasis, Supergrass, The Verve, Radiohead, Pulp, Blur.
Те заимстват от десетки стилове от британския ъндърграунд рок на 1980-те години, като например туий поп, shoegazing, space rock, както и от традиционни британски китаристки традиции – например Beatles. За известно време конкуренцията между Oasis и Blur напомня на тази между Beatles и The Rolling Stones. Докато групи като Blur следват най-вече примера на „Смол Фейсес“ и The Kinks, Oasis смесват идеите на Rolling Stones с мелодията на Beatles. The Verve и Radiohead се вдъхновяват от музиканти като Елвис Костело, Pink Floyd и REM.